# Locquignol
Locquignol település Franciaországban, Nord megyében. Lakosainak száma 297 fő (2022. január 1.). Locquignol Sassegnies, Villereau, Audignies, Berlaimont, Englefontaine, Fontaine-au-Bois, Gommegnies, Hargnies, Hecq, Jolimetz, Landrecies, La Longueville, Louvignies-Quesnoy, Maroilles, Mecquignies, Noyelles-sur-Sambre, Obies, Pont-sur-Sambre, Potelle, Preux-au-Bois, Raucourt-au-Bois, Robersart és L'Orée de Mormal községekkel határos.

## Népesség
A település népességének változása:
| Lakosok száma | 358  | 370  | 372  | 374  | 350  | 326  | 302  | 299  | 297  |
|               | 2013 | 2015 | 2016 | 2017 | 2018 | 2019 | 2020 | 2021 | 2022 |